# XVII. Armeekorps
XVII. Armeekorps var en tysk armékår under andra världskriget. Kåren organiserades den 1 april 1938.

## Operation Barbarossa

### Organisation
Armékårens organisation den 26 juni 1940:
- 10. Infanterie-Division
- 26. Infanterie-Division
- Polizei-Division

## Operation Blå

### Organisation
Armékårens organisation den 24 juni 1942:
- 294. Infanterie-Division
- 79. Infanterie-Division
- 113. Infanterie-Division

## Invasionen av Polen 1939

### Organisation
Armékårens organisation den 1 september 1939:
- 7. Infanterie-Division
- 44. Infanterie-Division
- 45. Infanterie-Division

## Befälhavare
Kårens befälhavare:
- General der Infanterie Werner Kienitz 1 april 1938-23 januari 1942
- General der Infanterie Karl Hollidt  23 januari 1942–2 april 1942
- Generaloberst Karl Strecker  2 april 1942–12 juni 1942
- General der Infanterie Karl Hollidt  12 juni 1942-27 november 1942
- Generalleutnant Dietrich von Choltitz  7 december 1942–5 mars 1943
- General der Infanterie Willi Schneckenburger  5 mars 1943–1 augusti 1943
- General der Artillerie Erich Brandenberger  1 augusti 1943–1 november 1943
- General der Gebirgstruppen Hans Kreysing  1 november 1943–27 april 1944
- Generalleutnant Franz Beyer 27 april 1944-25 maj 1944 (tf)
- General der Gebirgstruppen Hans Kreysing  25 maj 1944–28 december 1944

Stabschef:
- Oberst Lothar Rendulic 1 april 1938-18 december 1939
- Oberst Otto Wöhler  18 december 1939–1 oktober 1940
- Oberst Henning von Thadden  1 oktober 1940–16 januari 1942
- Oberstleutnant Grosscurth  16 januari 1942–21 februari 1942
- Oberst Henning von Thadden  21 februari 1942–1 mars 1943
- Oberst Hans Doerr  1 mars 1943–14 augusti 1943
- Oberst Karl Klotz  20 oktober 1943–9 oktober 1944
- Oberst Eberhard von Schönfeldt 910 oktober 1944-8 maj 1945